# Waldringfield
Waldringfield – wieś w Anglii, w hrabstwie Suffolk, w dystrykcie East Suffolk. Leży 12 km na wschód od miasta Ipswich i 117 km na północny wschód od Londynu. W 2001 miejscowość liczyła 460 mieszkańców.